# فرورفتگی ترازایستایی

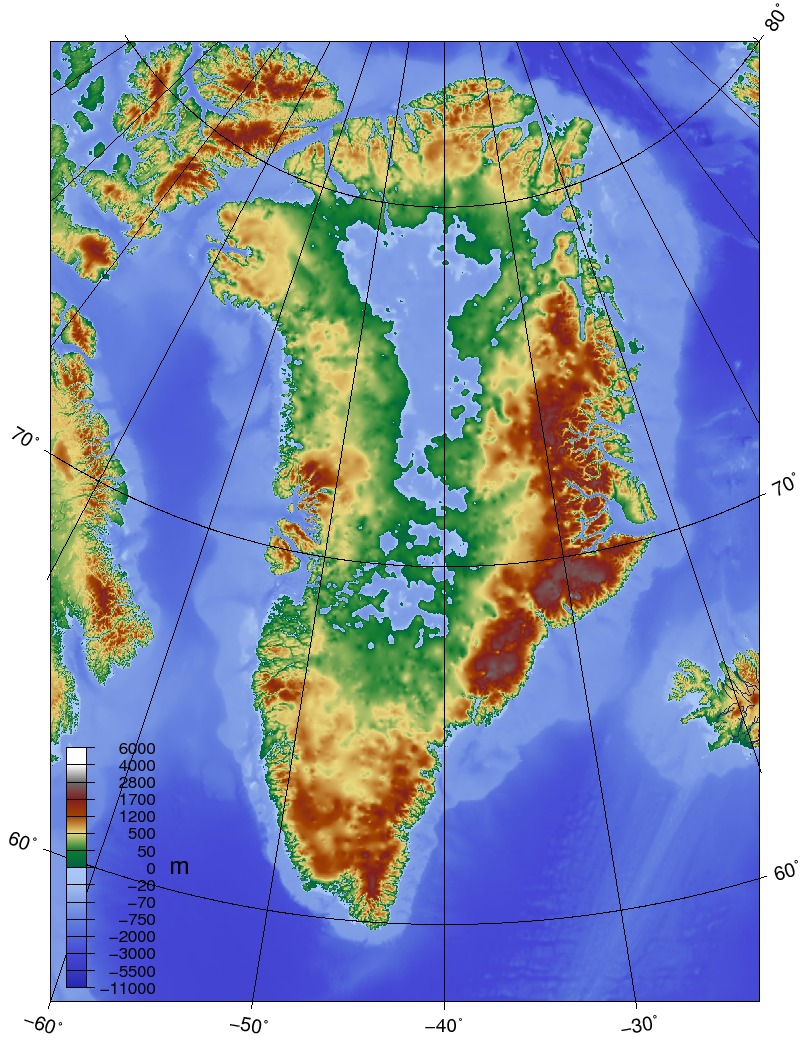
گرینلند به‌طور ترازایستایی (ایزواستاتیک) توسط ورقه یخی گرینلند فرورفته است، به طوری که بخش‌هایی از سطح سنگ بستر در درون زیر سطح دریا قرار دارد.

فرورفتگی ترازایستایی یا فرورفتگی ایزواستاتیک (به انگلیسی: Isostatic depression)، غرق شدن بخش‌های بزرگی از پوسته زمین در استنوسفر است که در اثر وزن سنگینی که روی سطح زمین قرار می‌گیرد، اغلب یخ‌های یخبندان در طول یخبندان قاره‌ای ایجاد می‌شود. فرورفتگی ترازایستایی و برخاست ترازایستایی با نرخ سانتی‌متر در سال رخ می‌دهد. گرینلند نمونه‌ای از منطقه ترازایستایی (ایزواستاتیک) فرورفته است.
کلان‌دریاچه‌های یخساری می‌توانند در فرورفتگی‌های منطقه‌ای تحت تأثیر بار یخبندان تشکیل شوند.

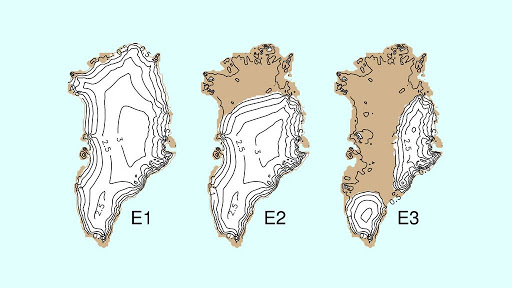
وضعیت‌های تعادلی آینده صفحه یخی گرینلند